# Kamil Jóźwiak
Kamil Jóźwiak (Międzyrzecz, Polonia, 22 de abril de 1998) es un futbolista polaco que juega en la posición de extremo y que actualmente se encuentra sin equipo.

## Selección nacional
Tras jugar en las selecciones sub-16, sub-17, sub-18, sub-19, sub-20 y sub-21, finalmente el 19 de noviembre de 2019 debutó con la selección absoluta de Polonia en un partido de clasificación para la Eurocopa 2020 contra Eslovenia que finalizó con un resultado de 3-2 a favor del combinado polaco tras los goles de Tim Matavž y Josip Iličić para Eslovenia, y de Sebastian Szymański, Robert Lewandowski y Jacek Góralski para Polonia.

### Participaciones en Eurocopas
| Eurocopa      | Sede   | Resultado      | Partidos | Goles |
| ------------- | ------ | -------------- | -------- | ----- |
| Eurocopa 2020 | Europa | Fase de grupos | 3        | 0     |

## Clubes
| Club                  | País           | Año       | Partidos | Goles |
| --------------------- | -------------- | --------- | -------- | ----- |
| Lech Poznań           | Polonia        | 2016-2017 | 23       | 1     |
| GKS Katowice (cedido) | Polonia        | 2017      | 12       | 2     |
| Lech Poznań           | Polonia        | 2017-2020 | 100      | 16    |
| Derby County F. C.    | Inglaterra     | 2020-2022 | 61       | 1     |
| Charlotte F. C.       | Estados Unidos | 2022-2024 | 55       | 4     |
| Granada C. F.         | España         | 2024-2025 | 31       | 0     |

## Palmarés

### Campeonatos nacionales
| Título               | Club        | País    | Año  |
| -------------------- | ----------- | ------- | ---- |
| Supercopa de Polonia | Lech Poznań | Polonia | 2016 |